# NGC 3539
NGC 3539 is een lensvormig sterrenstelsel in het sterrenbeeld Grote Beer. Het hemelobject werd op 13 april 1831 ontdekt door de Britse astronoom John Herschel.

## Synoniemen
- MCG 5-26-65
- ZWG 155.77
- DRCG 23-38
- PGC 33799